# Xinfeng (sockenhuvudort i Kina, Jiangxi Sheng, lat 27,11, long 116,21)
Xinfeng är en sockenhuvudort i Kina. Den ligger i provinsen Jiangxi, i den sydöstra delen av landet, omkring 180 kilometer söder om provinshuvudstaden Nanchang. Antalet invånare är 7 241. Befolkningen består av 3 426 kvinnor och 3 815 män. Barn under 15 år utgör 19,0 %, vuxna 15-64 år 72 %, och äldre över 65 år 7,0 %.
Runt Xinfeng är det ganska tätbefolkat, med 144 invånare per kvadratkilometer. Närmaste större samhälle är Xixi, 5,8 km sydost om Xinfeng. I omgivningarna runt Xinfeng växer i huvudsak blandskog.
Genomsnittlig årsnederbörd är 2 316 millimeter. Den regnigaste månaden är juni, med i genomsnitt 432 mm nederbörd, och den torraste är oktober, med 18 mm nederbörd.